# Neurulació

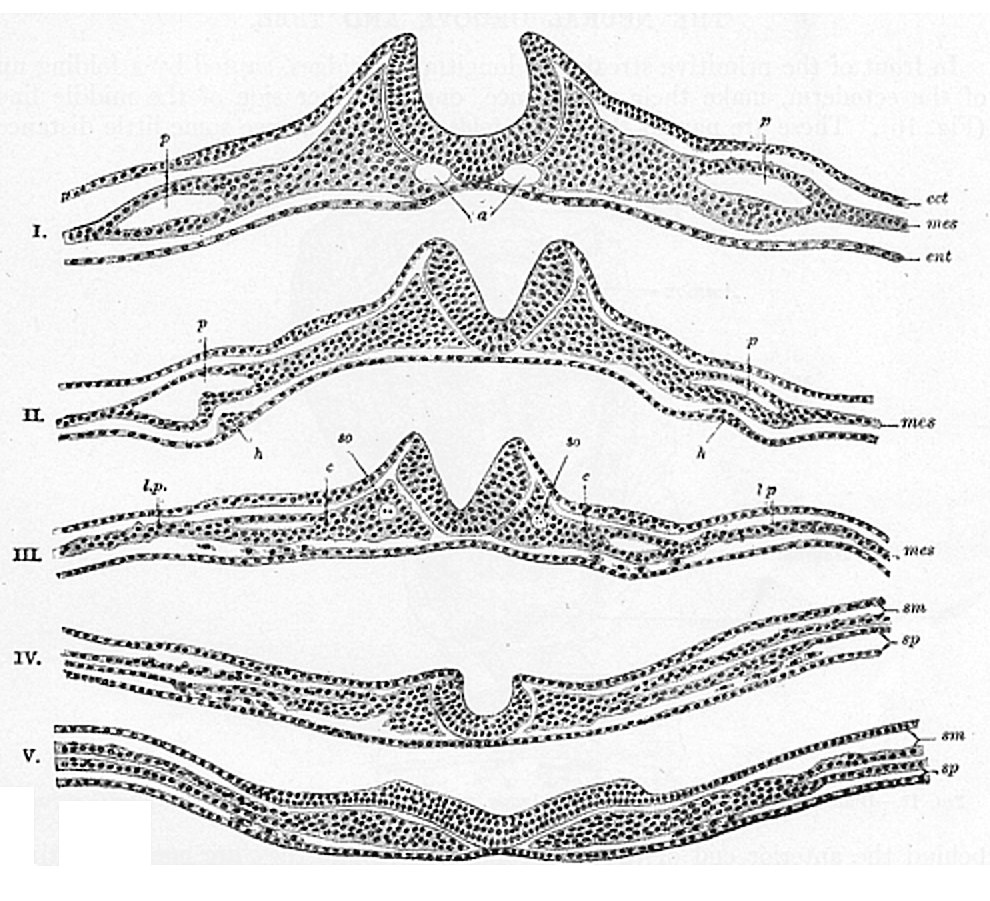
Seccions transversals que mostren la progressió de la placa neural en el procés de la neurulació

La neurulació és un procés embriològic dels animals vertebrats el qual es caracteritza per la formació del tub neural, que acabarà formant el sistema nerviós central (medul·la espinal i el cervell), i la formació de la cresta neural, que és un grup de cèl·lules que migraran per la resta del cos i formaran teixits especialitzats allà on vagin; La neurulació es considera un pas fonamental en la història evolutiva. Els dos mecanismes principals per passar de la placa neural a la formació del tub neural són: la neurulació primària, en la qual les cèl·lules que es troben envoltant la placa neural comencen a dirigir les cèl·lules de la placa neural per a proliferar, invaginar-se i separar-se i la neurulació secundària, on es dona la formació d'un tub buit a partir de la unió de les cèl·lules mesenquimàtiques.
El tub neural es formarà per la unió de dos tubs que es desenvolupen independentment mitjançant diferents processos morfogenètics y moleculars. Generalment, la seva porció anterior es desenvoluparà per neurulació primària i la posterio per neurulació secundària.